# Université de Tirana
 (avril 2020).
Si vous disposez d'ouvrages ou d'articles de référence ou si vous connaissez des sites web de qualité traitant du thème abordé ici, merci de compléter l'article en donnant les références utiles à sa vérifiabilité et en les liant à la section « Notes et références ».
L'université de Tirana (Universiteti i Tiranës) est une université publique située à Tirana, la capitale de l'Albanie.

## Personnalités liées à l'université

### Professeurs
- Afërdita Veveçka Priftaj (21 janvier 1948 - 4 juillet 2017)  physicienne et  professeure[1]